# Graecoanatolica dinarica
Graecoanatolica dinarica is een slakkensoort uit de familie van de Hydrobiidae. De wetenschappelijke naam van de soort is voor het eerst geldig gepubliceerd in 2012 door Kebapçi, Koca & Yildirim.